# Frederik Giedde
Frederik Eiler Giedde (født 1641, død 13. april 1717 i Odense) var en dansk søofficer, godsejer og stiftamtmand.

## Karriere
Hans forældre var oberstløjtnant, senere rigsadmiral Ove Giedde (1594-1660) og Dorthe Urne (1600-1667). Giedde blev lærling i Marinen 1671 og kaptajn 1676 og var 1677 chef for orlogsskibet Neptunus, hvormed han 1. juli deltog i Slaget på Køge Bugt og sekunderede Niels Juel så godt, at han med ære omtaltes af denne til kongen; kort tid efter (1679) forfremmedes han til schoutbynacht.
1687 udsendtes han som viceadmiral, hvilket han var blevet 1684, til Nordsøen med en liden eskadre for at forjage sørøvere; to år senere var han atter underlagt hovedflåden under Niels Juel, der dog ikke udrettede noget dette år. 1695 førte han kronprinsens brud, prinsesse Louise af Mecklenburg-Strelitz, fra Warnemünde og var året hernæst chef for en øvelseseskadre i Øresund. År 1700 havde han en kommando i den store flåde, som under Gyldenløve skulle forhindre svenskerne under Hans Wachtmeister i at forene sig med en engelsk-hollandsk flåde; imod forventning gik Wachtmeister gennem Flinterenden, medens Giedde passede på i Drogden, og foreningen blev derved alligevel iværksat. Flåden måtte nu indskrænke sig til at forsvare hovedstaden og kunne således ikke forhindre, at svenskerne 4. august landsatte tropper ved Humlebæk; 14 dage senere sluttedes dog krigen ved freden i Travendal.
1702 blev Giedde Hvid Ridder. 1704-06 var han ansat som overdirektør for Norges indrulleringsvæsen, af hvis ordning han indlagde sig en del fortjeneste. 1707 udnævntes han til gehejmeråd; 1710-12 og senere 1712-13 var han medlem af General-Kommissariatet i Søetaten. 1711 afgik han fra Marinens tjeneste og ansattes som generalpostdirektør, derefter 1713 som stiftamtmand i Fyens Stift, hvor han forblev til sin død, og hvor han ejede godserne Hindemae og Nordskov i Svendborg Amt.

## Ægteskaber
1. Giedde blev gift 1. gang 1682 (vielsesbrev 4. februar) med Suzanne Elisabeth Adeler (13. november 1663 - 3. marts 1685), datter af generaladmiral Cort Adeler (1622-1675) og Anna Pelt (1640-1692).
2. Gift 2. gang 13. januar 1687 i København med Sophie Amalie von Løwenhielm (6. september 1671 i København - 21. oktober 1698), datter af generalløjtnant Johan (Hans) Schrøder von Løwenhielm (1627-1699, gift 2. gang 1677 med Sophie Bielke, død tidligst 1691, gift 1. gang med oberst Otte Skade, død 1673, gift 1. gang 1646 med Mette Qvitzov, 1601-1648) og Bertha Ahlefeldt (død 1672).
3. Gift 3. gang 24. marts 1707 på Københavns Slot med Abel Cathrine Buchwald, overhofmesterinde hos dronning Louise (død 7. september 1716 i Odense, formentlig gift 1. gang med mecklenburg-güstrowsk gehejmeråd, kammerpræsident, hofmarskal, landråd og amtmand på Breitenburg Adam Henning Bülow, død 1692, gift 1. gang med Anne Margrethe Dessin, død 1683), datter af Claus Buchwald til Skovbølgård (født 1635) og Dorothea Rumohr (død 1663).

Han er begravet i Sankt Hans Kirke, hvor hans epitafium af stuk er udført af Carlo Enrico Brenno 1727. Der findes desuden et portrætmaleri på Wedellsborg.